# Cementtegel

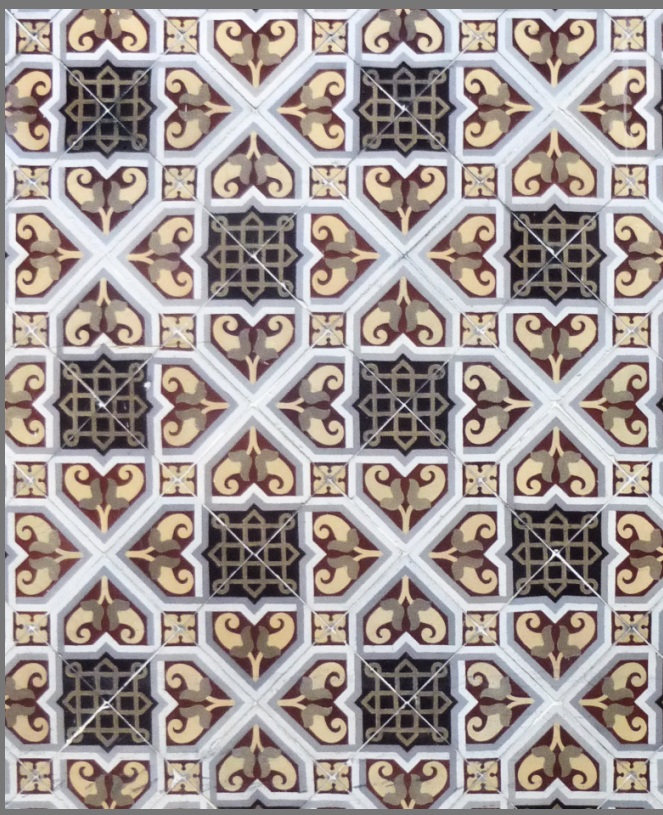
Cementtegels uit 1871 in ZOO Antwerpen.

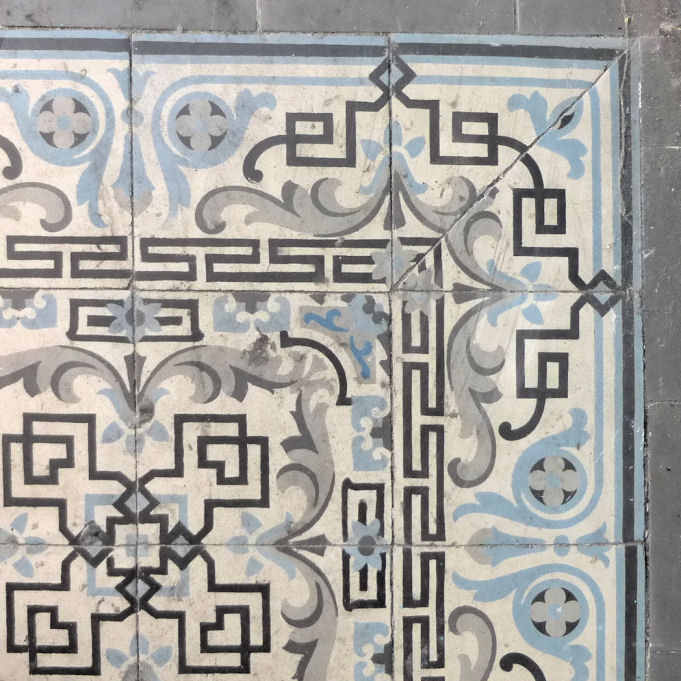
19e-eeuwse tegels, Gent.

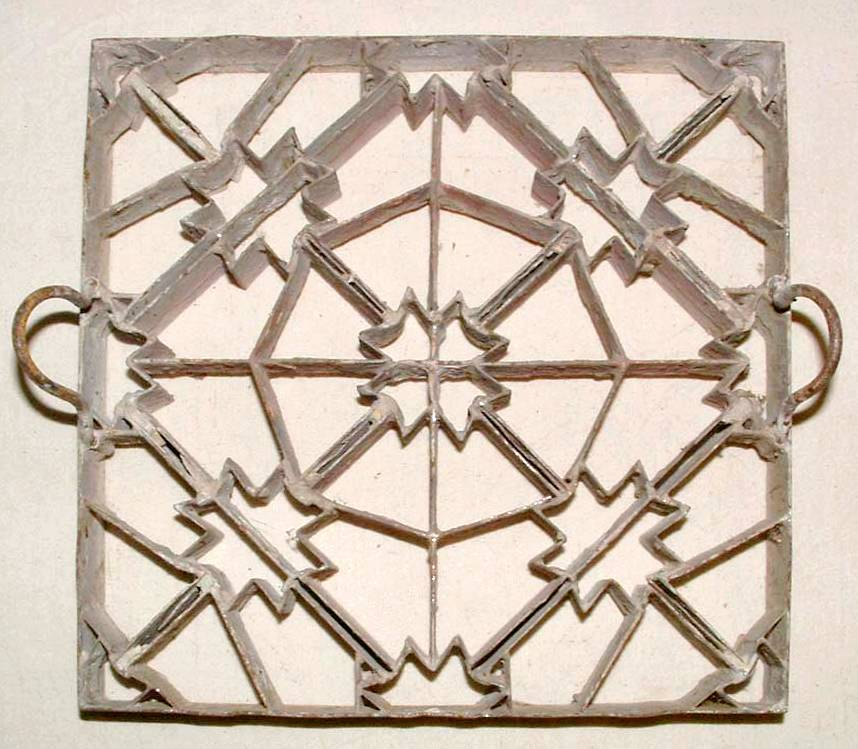
Franse gietmal, voor het vervaardigen van polychrome cementtegels.

Een cementtegel is een mechanisch gevormde decoratieve vloer- of wandtegel van zand, cement en pigmenten.
De cementtegel beleefde rond de 20e eeuwwisseling hoogtijdagen omdat het goedkoper en duurzamer was dan de tot die tijd gebakken tegels en het bovendien rijk was aan decoratiemogelijkheden. Met de opkomst van nieuwe en goedkopere technologieën zakte de populariteit van de cementtegel in de loop van de 20e eeuw in.

## Productie
Cementtegels worden niet gebakken, maar geperst en ze hebben geen glazuurlaag. Ze danken hun duurzaamheid aan de combinatie van een dunne laag portlandcement op een dikke laag van zand en cement. Een decoratieve pigmentlaag wordt manueel gegoten in een metalen mal, waarna die hydraulisch in het oppervlak geperst wordt. Normaal is deze mal altijd vierkant.
Vergeleken met de 'natte' gebakken tegel, worden de materialen van de cementtegel relatief droog verwerkt en geperst. Dit vereist minder water, leidt tot minder krimp en een kortere droogtijd.

## Geschiedenis
De cementtegel verscheen halverwege de 19e eeuw in Catalonië en raakte wijdverspreid in Europa en Amerika. Ook de cementfabriek van Lafarge in het Zuid-Franse Viviers heeft veel bijgedragen aan de populariteit van de cementtegel. 
De cementtegel was destijds een revolutionaire ontwikkeling omdat het veel goedkoper, duurzamer en makkelijker te maken was dan de geglazuurde keramische tegel. Het was daardoor ruimer beschikbaar op de markt, bovendien waren rijke decoratieve patronen mogelijk. De cementtegel bereikte dan ook een piek in populariteit in de periode van het einde van de 19e eeuw tot de vroege 20e eeuw. Hierna werd het geleidelijk aan vervangen door nieuwere technologieën, zoals terrazzo, die welliswaar niet konden concurreren met de decoratieve mogelijkheden van de cementtegel, maar die wel goedkoper waren.

## Erfgoed
In de 21e eeuw worden authentieke vloeren en wanden die versierd zijn met cementtegels onderzocht door erfgoedspecialisten. Vele ontwerpen zijn bijzonder waardevol.